# 安迪·麥杜維
安迪·麥杜維（英語：Andie MacDowell，1958年4月21日—）是一名美國女演員。電影代表作包括《四個婚禮一個葬禮》、《性、謊言、錄影帶》、《綠卡》和《今天暫時停止》等。
电影以外，至1986年开始麥杜維亦是美妝品牌萊雅的代言人。

## 外部連結
- 安迪·麥杜維在互联网电影资料库（IMDb）上的資料（英文）